# Damen Schelde Naval Shipbuilding
La Damen Schelde Naval Shipbuilding di Flessinga è un cantiere navale olandese attivo soprattutto nella costruzione di unità militari navali, anche se nel passato ha prodotto altre tipologie di imbarcazioni quali le navi da crociera.

## Storia

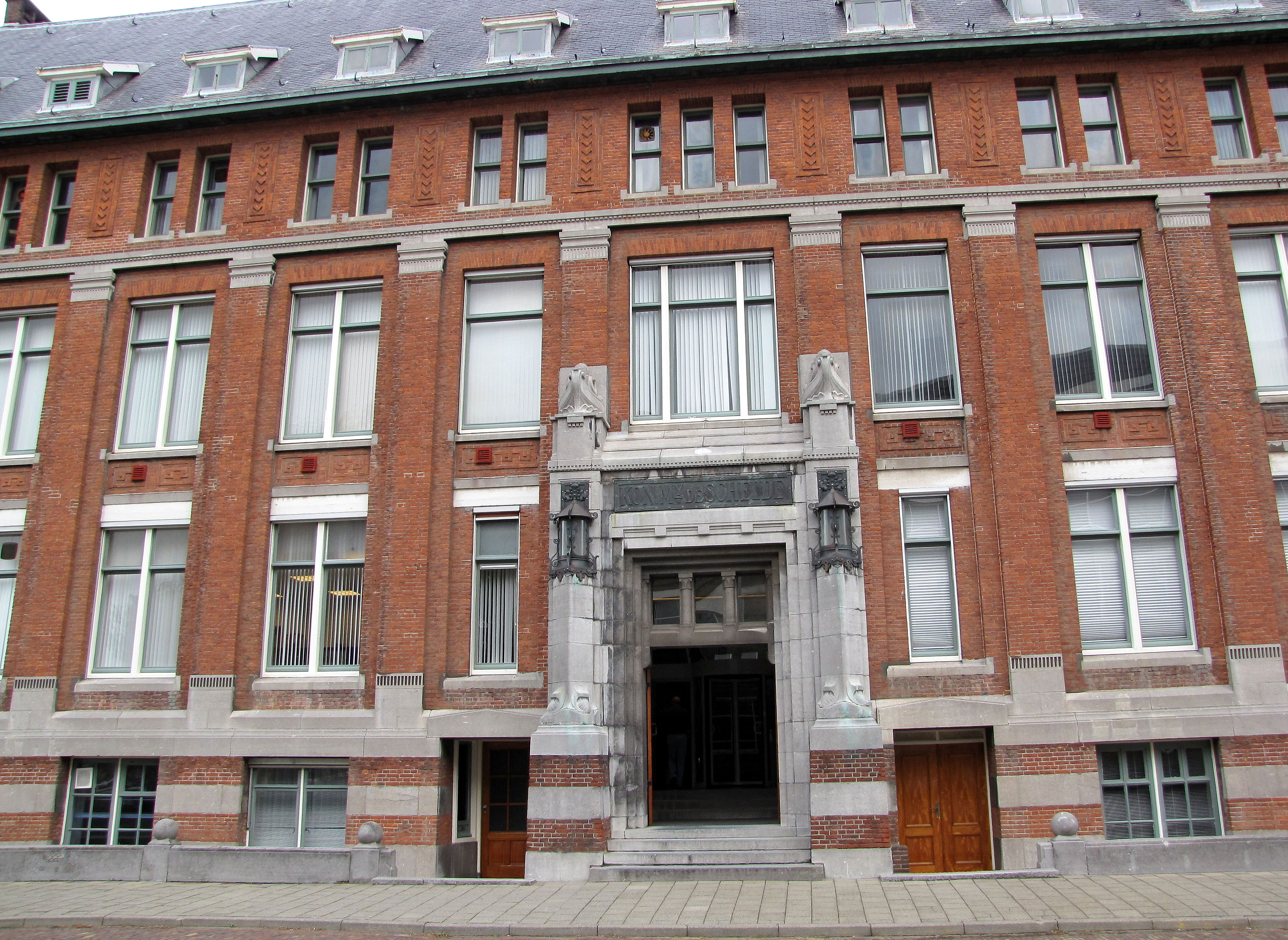
La sede storica della KMS.

Il cantiere fu fondato il giorno 8 ottobre 1875, quando l'imprenditore e politico olandese Arie Smit, rilevando il Marine Etablissement già costruttore di navi per la Marina militare olandese e da questa precedentemente posseduto, istituì la NV Koninklijke Maatschappij De Schelde (KMS) (in olandese Reale Compagnia della Schelda).
Negli anni la Compagnia crebbe diversificando la propria produzione oltre la costruzione e riparazione di navi, costruendo motori, turbine, manufatti in lega di alluminio (con una fabbrica a Rotterdam e poi a Middelburg), anche aeroplani di propria progettazione (dopo aver rilevato la Pander & Zonen fallita nel 1934) ed infine nel dopoguerra autovetture, queste ultime assemblate per conto della Hino Motors.
Nel 1965 la Compagnia si fuse con la NV Rotterdamsche Droogdok Maatschappij (RDM) e la NV Motorenfabriek Thomassen in De Steeg, la società così ottenuta si ridenominò dal 1966 NV Rijn-Schelde Machinefabrieken en Scheepswerven (RSMS). In seguito alle pressioni da parte del Governo olandese, la società incorporò nel 1971 la NV Verolme Verenigde Scheepswerven, ridenominandosi NV Rijn-Schelde-Verolme Machinefabrieken en Scheepswerven (RSV). La società fallì nel 1983 e fu sottoposta a scorpori, parte dei quali furono presi in carico dal Governo e dalla provincia della Zelanda. La parte relativa al cantiere venne quindi ridenominata Koninklijke Schelde Groep BV (KSG).
I proprietari cedettero infine nel 2000 il cantiere al Damen Group di Gorinchem, importante società olandese attiva anche nell'industria della difesa, divenendone la sezione incaricata della produzione di grandi navi e delle unità militari e prendendo il nome, in lingua inglese, di Damen Schelde Naval Shipbuilding.

## Clientela
Oltre che per la propria marina nazionale, tra i clienti principali figurano, in Europa, la marina belga con le classi Karel Doorman e ASWF, la marina greca con le classi Kortenaer ed Elli, la marina portoghese con la classe Karel Doorman e la marina tedesca con la classe F-126.
Fuori Europa, in tempi moderni, ci sono la marina marocchina con le classi Sigma, Stan Tender e Interceptor, la marina peruviana con le classi De Zeven Provinciën, Holland e Friesland, quella cilena con le classi Karel Doorman, Kortenaer e Jacob van Heemskerck, quella indonesiana con le classi Sigma e Fatahillah, quella vietnamita con la classe Sigma, quella emiratina con la classe Kortenaer e quella taiwanese con la classe Zwaardvis.
Invece, alla marina italiana sono state vendute alcune unità della classe Albatros/Predatori/Lynx, a quella indonesiana alcune della classe Leander/Van Speijk e a quella lettone alcune della classe Tripartite/Alkmaar, tutte di non-costruzione olandese, ma rispettivamente di origine italiana, britannica e francese.
Da segnalare che anche l'Iran aveva acquistato le Kortenaer, poi bloccate in seguito all'embargo.

## Realizzazioni
Tra le navi costruite nel cantiere si possono citare le fregate lanciamissili classe Karel Doorman, costruite in otto unità e le fregate lanciamissili classe De Zeven Provinciën.